# الأهمية الدينية للقدس
القدس مدينة مقدسة للعديد من التقاليد الدينية، بما في ذلك الديانات الإبراهيمية من اليهودية والمسيحية والإسلام التي تعتبرها مدينة مقدسة. توجد بعض الأماكن المقدسة لكل من هذه الأديان في القدس والمكان المشترك بين الثلاثة هو جبل الهيكل.

## في اليهودية
كانت القدس أقدس مدينة في اليهودية والوطن الروحي والأجداد للشعب اليهودي منذ القرن العاشر قبل الميلاد.  خلال العصور القديمة الكلاسيكية، كانت أورشليم تعتبر مركز العالم حيث يسكن الله. 
تُمنح مدينة القدس مكانة خاصة في القانون الديني اليهودي. على وجه الخصوص، يصلي اليهود خارج القدس في مواجهة اتجاهها، ويجب أن تؤكل معاصر شيني وريفاي والفواكه الأولى في القدس. أي توسيع للمدينة لهذه الأغراض يجب أن يوافق عليه السنهدرين.[بحاجة لمصدر] أيضًا، عندما كان الهيكل في القدس قائمًا، لاحظت القدس قوانين خاصة فيما يتعلق بالأنواع الأربعة على سوكوت، وشوفار في روش هاشناه.
| ”                 | وقال الله: "خذ الآن ابنك ، ابنك الوحيد الذي تحبه، إسحق، واذهب إلى أرض الموريا أورشليم، وقدم له هناك محرقة على أحد الجبال جبل الهيكل الذي سأخبرك عن ". | “ |
| —سفر التكوين 22:2 | |   |

لطالما كانت القدس جزءًا من الوعي الديني اليهودي. درس اليهود وشخصنوا كفاح الملك داود للاستيلاء على القدس ورغبته في بناء الهيكل اليهودي هناك، كما هو موصوف في كتاب صموئيل وكتاب المزامير. تم تكييف العديد من أشواق الملك داود حول القدس في صلوات وأغانٍ شعبية.
تظهر القدس في تناخ ( الكتاب المقدس العبري) 669 مرة وتظهر صهيون (التي تعني عادةً القدس، وأحيانًا أرض إسرائيل) 154 مرة. القسم الأول، التوراة، يذكر فقط موريا، سلسلة الجبال التي يُعتقد أنها موقع ربط إسحاق وجبل الهيكل في القدس، وفي أجزاء لاحقة من تناخ، تمت كتابة المدينة بشكل صريح. التناخ (أو العهد القديم) هو نص مقدس لكل من اليهودية والمسيحية. في اليهودية يعتبر القانون المكتوب، أساس الشريعة الشفوية ( المشناه والتلمود وشولخان عروخ) التي درسها اليهود واليهودية ومارسوها وعزّوا بها لمدة ثلاثة آلاف عام.  يشرح التلمود بعمق كبير العلاقة اليهودية بالمدينة.
وفقًا للكتاب المقدس العبري، تم بناء الهيكل الأول، في الموقع المعروف باسم جبل الهيكل اليوم، من قبل الملك سليمان وانتهى في عام 950 قبل الميلاد،  وجبل موريا حيث كاد إبراهيم التضحية بابنه وتحدث إلى الله. عندما استولى البابليون على المدينة عام 580 قبل الميلاد، دمروا الهيكل وأرسلوا اليهود إلى المنفى.  أي أن كل العبادة كانت تمارس في الهيكل وفقط في الهيكل. من الاستيلاء البابلي، تم تقنين اليهودية.  أرسى التناخ (العهد القديم) الأساس لكل من المسيحية والإسلام.

## في المسيحية

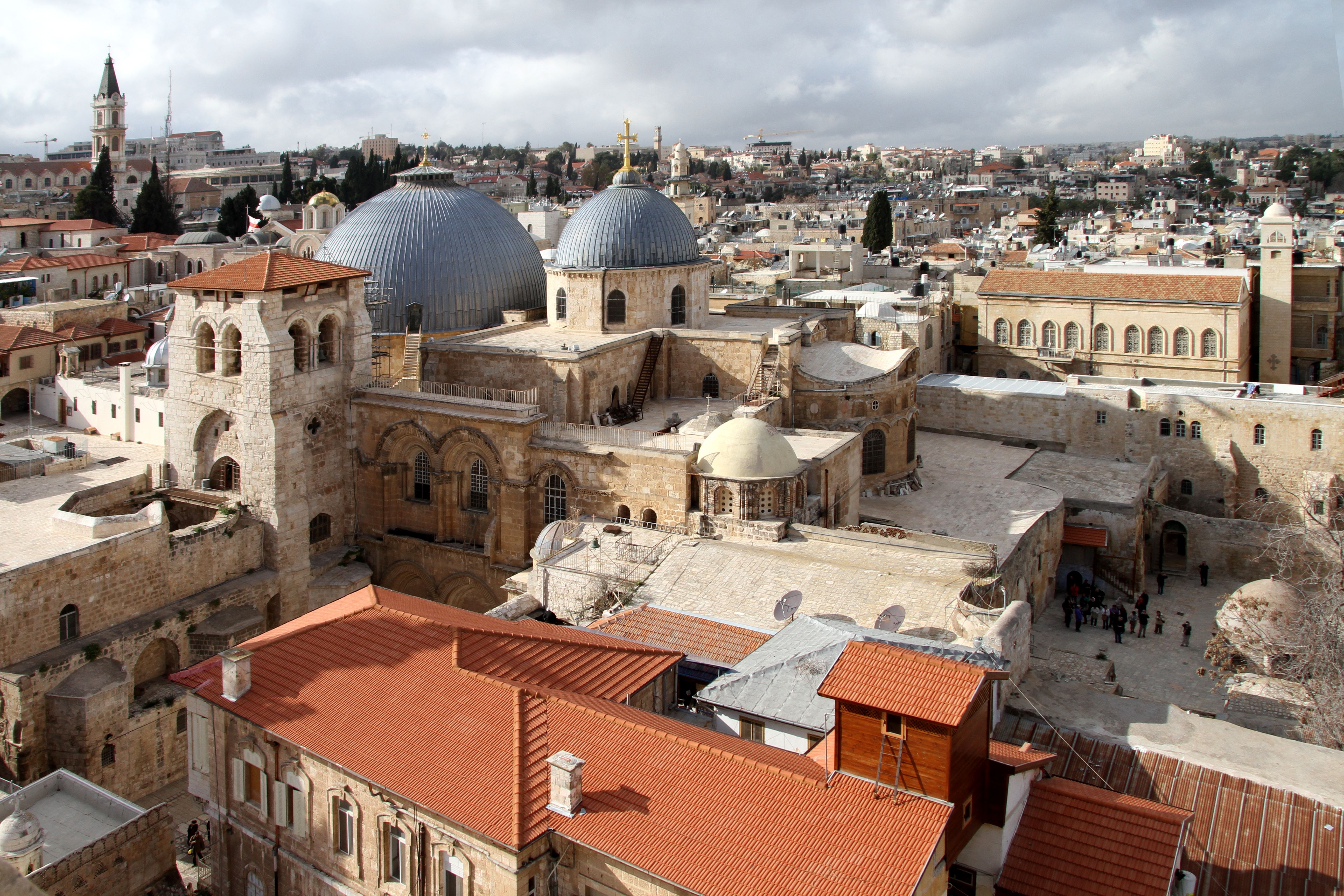
كنيسة القيامة: تعتبر القدس بشكل عام مهد المسيحية.

في الإيمان المسيحي، يعطي مكان أورشليم في حياة يسوع أهمية كبيرة، بالإضافة إلى مكانتها في العهد القديم. أورشليم هي المكان الذي تم فيه إحضار يسوع عندما كان طفلاً، ليتم "تقديمه" في الهيكل (لوقا 2:22) ولحضور الأعياد (لوقا 2:41). وفقًا للأناجيل، بشر يسوع وشفى في أورشليم، وخاصة في هياكل الهيكل. هناك أيضًا رواية عن "تطهير" يسوع للهيكل، وطرد العديد من التجار من الحرم (مرقس 11:15). في نهاية كل من الأناجيل، توجد روايات عن العشاء الأخير ليسوع في "غرفة علوية" في القدس، واعتقاله في جثسيماني، ومحاكمته، وصلبه في الجلجثة، ودفنه في مكان قريب، وقيامته وصعوده. تعتبر القدس بشكل عام مهد المسيحية.
كان المسيحيون الأوائل منبوذين واستخدموا رمز سمكة المسيح كوسيلة لمعرفة ما إذا كان شخص ما مسيحيًا. هذا من شأنه أن يمنع الملاحقة أو الموت من قبل الرومان. أصبحت المسيحية أكثر شعبية بمرور الوقت، لكنها توسعت بشكل كبير عندما ادعى الإمبراطور الروماني قسطنطين أن المسيحية هي دينه وبالتالي دين الإمبراطورية الرومانية.  تعتبر أورشليم ذات أهمية كبيرة للمسيحية لأنها المكان الذي تم إحضار يسوع المسيح إليه في بعض الأحيان عندما كان طفلاً، وعظ الفقراء في حياته الراشدة، وصلب في نهاية حياته، وأقامه الله. يقال إن كنيسة القيامة قد شُيدت في المكان الذي صلب فيه يسوع وحيث دفن القبر.  تعتبر كنيسة القيامة بشكل عام أهم كنيسة في العالم المسيحي.
في المسيحية، يعتبر الارتباط اليهودي بالمدينة بمثابة حساب لعلاقة الله مع شعبه المختار - العهد الأصلي - ومقدمة أساسية للأحداث الواردة في العهد الجديد، بما في ذلك الوصايا العالمية (مثل الوصايا العشر) و قديمة أو خاصة باليهودية. في العصور الوسطى، اعتقد المسيحيون أن القدس كانت مركز العالم (لاتينية: umbilicus mundi، اليونانية: Omphalos)، وكانت ممثلة في ما يسمى بخرائط T و O. تتحدث التراتيل البيزنطية عن الصليب "مزروع في مركز الأرض"، والصور مرتبطة بمفهوم أن موت وقيامة يسوع لمنفعة البشرية جمعاء. عادةً ما كانت خرائط أوروبا في العصور الوسطى تضع الشرق ("المشرق") - القدس - في الأعلى، وقد أدى هذا الترتيب إلى استخدام مصطلح "التوجيه" ليعني محاذاة الخريطة مع اتجاهات البوصلة الفعلية.

## في الإسلام

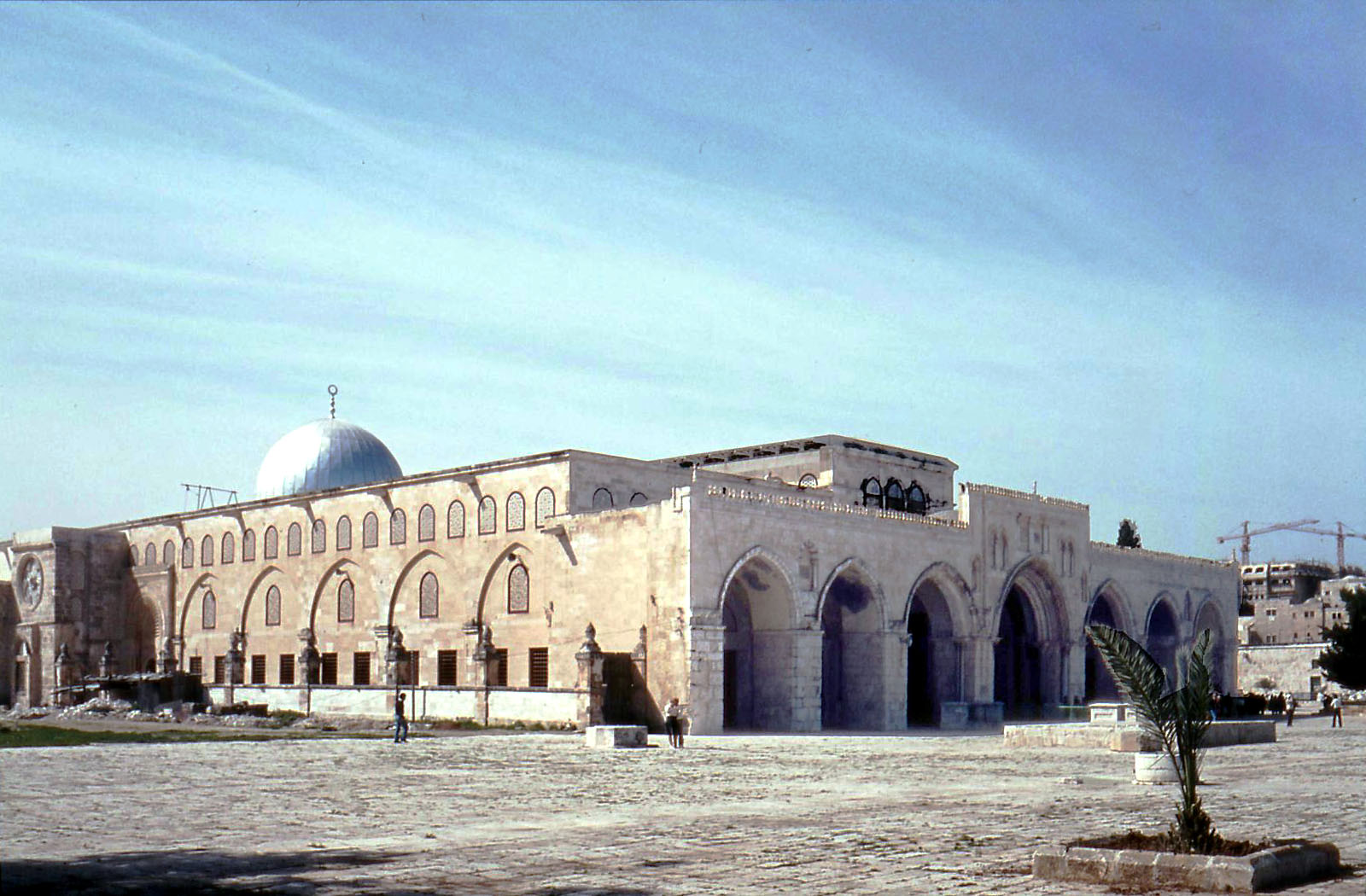
المسجد الأقصى

في الإسلام السني، القدس هي ثالث أقدس مدينة بعد مكة والمدينة. يعتقد المسلمون أن محمدًا نُقل إلى القدس خلال رحلته الليلية (الإسراء والمعراج). يصف القرآن كيف أخذ الفرس الإعجازي البراق النبي من الحرم المكي إلى المسجد الأقصى ("أقصى مكان للصلاة") حيث صلى، ثم زار الجنة في ليلة واحدة. في عام 621.
على الرغم من عدم ذكر مدينة القدس بأي من أسمائها في القرآن، إلا أنها مذكورة في الأدب الإسلامي اللاحق كمكان لرحلة محمد الليلية.  تم فهم قصة صعود محمد من المسجد الأقصى على أنها تتعلق بالمعبد في القدس (المشار إليه باسم بيت المقدس).  تم تحديد وجود المسجد الأقصى في القدس في العديد من الأحاديث (الأحاديث النبوية):
تم التأكيد أكثر على الأهمية الروحية للقدس في الإسلام بسبب مكانتها باعتبارها القبلة الأولى (اتجاه الصلاة). تقول التقاليد الإسلامية أن محمدًا أدى الصلاة نحو القدس حتى الشهر السادس عشر أو السابع عشر بعد هجرته من مكة إلى المدينة، عندما وجهه الله بدلاً من ذلك نحو الكعبة المشرفة في مكة. القرآن 2: 142-151 جزء آخر من أهمية القدس وقداستها للمسلمين ينبع من ارتباطها القوي بإبراهيم وداود وسليمان وعيسى. يعتبرون جميعًا من أنبياء الإسلام وقد ورد ذكر قصصهم في القرآن.
اليوم، يسيطر على جبل الهيكل ثلاثة مبانٍ ضخمة من أوائل العصر الأموي - قبة الصخرة (691 م)، وقبة السلسلة (691-692 م) والمسجد الأقصى (705-715 م).

## في المندائية

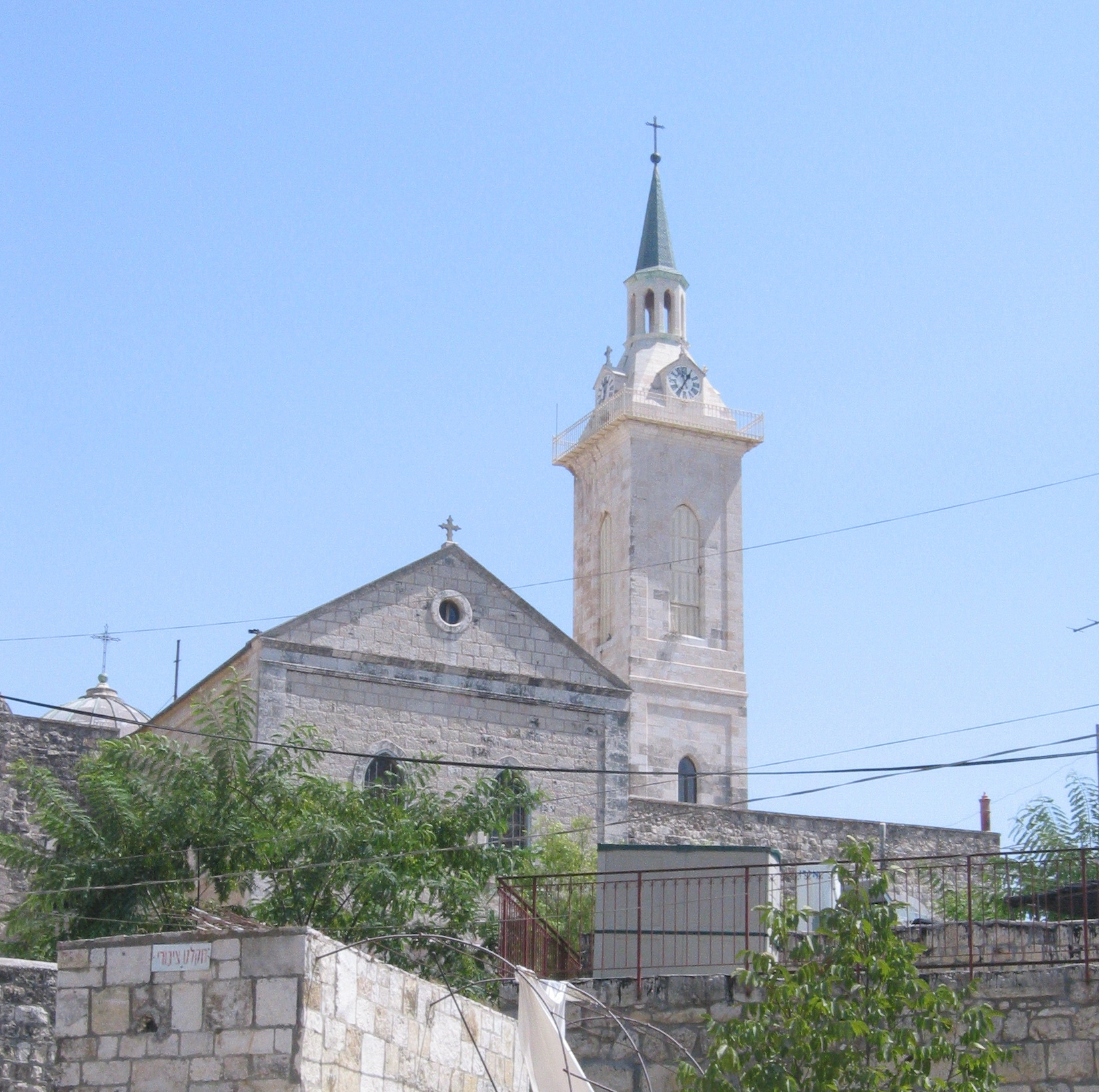
كنيسة القديس يوحنا المعمدان، عين كارم، القدس

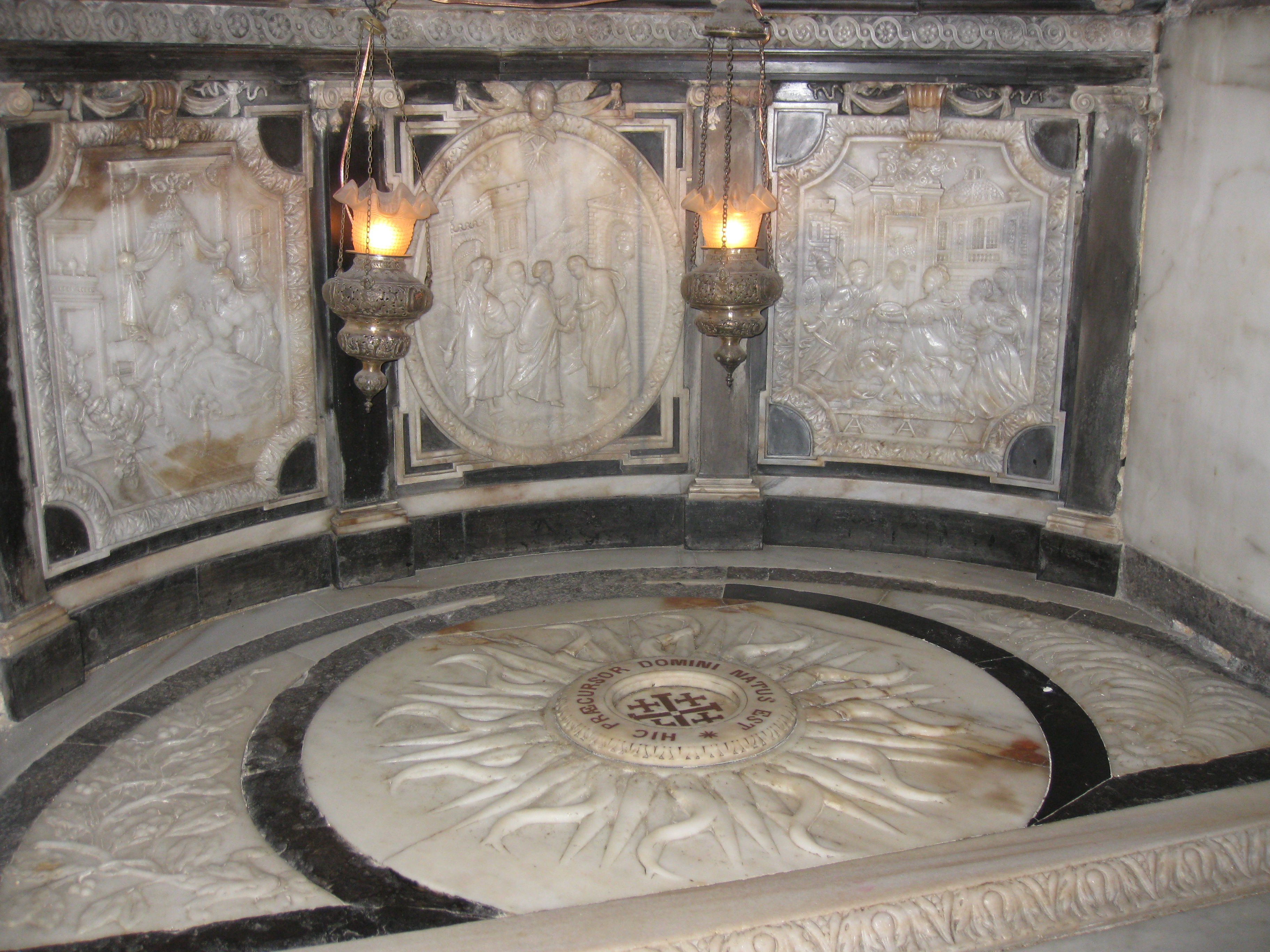
بقعة تقليدية لميلاد يوحنا المعمدان، داخل كنيسة القديس يوحنا المعمدان، عين كارم، القدس.

وفقًا لـ جورون ج.باكلي، يعتبر المندائيون أنفسهم يهودًا سابقين مقيمين في القدس وتعتقد أن المندائية من أصل يهودي أو إسرائيلي.  يعتقد المندائيون أن نبيهم الرئيسي، يوحنا المعمدان، ولد في القدس. وفقًا لـ اندلعت الاضطرابات، أحب المندائيون اللورد أسماء الله في اليهودية حتى ولادة يسوع واضطروا إلى الفرار من القدس بسبب الاضطهاد في القرن الأول الميلادي.:3
يحصي جيمس إف ماكغراث 45 إشارة للقدس في جينزا رابا و 84 في كتاب المندائيين ليوحنا، مشيرًا إلى أن هذا تكرار أعلى من الإشارات في كل صفحة من الإشارات البالغ عددها 274 في التلمود البابلي الأطول. تشير الروايات عن القدس إلى يوحنا المعمدان وميرياي ويعقوب وبنيامين، وزيارات أوثراس أنوش أوثرا وهيبيل زيوا. يلاحظ ماكغراث أن روايات تدمير القدس في حق جينزا تصورها على أنها عدالة لاضطهاد المندائيين، وتقترح أن يكون هذا دليلاً على وجود مجتمع مندائي أصلي متماسك في القدس قبل تدميرها. هذا مشابه للرواية المسيحية التي اعتبرت تدمير القدس بمثابة ثأر لاضطهاد يسوع وأتباعه. يضيف ماكغراث أيضًا أنه لا توجد مدينة أخرى في الأدب المندائي تحظى باهتمام كبير مثل القدس. 

## أنظر أيضا
- الأهمية الدينية للمنطقة السورية
- أراضي مقدسة